# 近海街道
近海街道，是中华人民共和国吉林省延边朝鲜族自治州珲春市下辖的一个乡镇级行政单位。

## 行政区划
近海街道下辖以下地区：
宝安社区、太阳村、支边村、春景村、图鲁村和长城村。